# Bundesautobahn 862
De Bundesautobahn 862 (BAB862) is een voormalige autosnelweg die liep vanaf de grens met Frankrijk naar de A5 (knooppunt Neuenburg). Deze snelweg valt onder de A5a, die een aftakking vormt van de BAB5. Deze snelweg kan alleen worden gebruikt voor verkeer dat naar Frankrijk moet. Er zijn geen afritten. Deze snelweg is met zijn vierhonderd meter lengte, de kortste snelweg van Duitsland.